# 穆棱河

穆棱河

穆棱河（羅馬化：Muling）发源于东经130°，北纬44°附近的黑龙江省与吉林省的边界，向北流经穆棱、鸡西等地后在虎林县附近注入乌苏里江。